# Ozero Okun
Ozero Okun (ryska: Озеро Окунь) är en sjö i Belarus.   Den ligger i voblasten Minsks voblast, i den centrala delen av landet, 90 km öster om huvudstaden Minsk. Ozero Okun ligger 143 meter över havet. Arean är 0,11 kvadratkilometer.
Omgivningarna runt Ozero Okun är en mosaik av jordbruksmark och naturlig växtlighet. Runt Ozero Okun är det glesbefolkat, med 15 invånare per kvadratkilometer.